# Bunzō Hayata
Bunzō Hayata (ibland skrivet Bunzô Hayata), född 2 december 1874, död 13 januari 1934, var en japansk botaniker främst känd för sitt taxonomiska arbete i Japan och Taiwan. Verksamheten berörde främst pteridofyter och fröväxter.
Han var professor vid Tokyos universitet.
Auktorsnamnet Hayata kan användas för Bunzō Hayata i samband med ett vetenskapligt namn inom botaniken; se Wikipediaartiklar som länkar till auktorsnamnet.
Hayata har beskrivit 2 892 arter, listade i IPNI